# Labeo batesii
Labeo batesii es una especie de peces de la familia de los Cyprinidae en el orden de los Cypriniformes.

## Morfología
Los machos pueden llegar alcanzar los 19 cm de longitud total.

## Hábitat
Es un pez de agua dulce.

## Distribución geográfica
Se encuentra desde Camerún hasta Cabinda, excluyendo el río Congo, el río Níger y el lago Chad.